# Katō Shidzue
Katō Shidzue (加藤 シヅエ, Kato Shidzue, 2 de març de 1897 – 22 de desembre de 2001) va ser una feminista japonesa del segle XX i una de les primeres dones elegides en la Dieta del Japó, més coneguda com a de pionera en el moviment de control del naixement.

## Primers anys
Katō Shidzue va néixer el 2 de març de 1897 al Japó en una rica família exsamurai. El seu pare, Hirota Ritarô era un enginyer que va estudiar i entrenar a la Universitat Imperial de Tòquio. La seva mare, Tsurumi Toshiko, procedia d'una família notable i altament educada. Hirota viatjava sovint a l'oest per feina, i a causa d'això Katō i la seva família van créixer amb costums. Als 17 anys, Katō va ser casada amb el Baró Shimoto Keikichi, un humanista cristià interessat en les reformes socials.

## Trasllat als Estats Units
Poc després del seu matrimoni, Katō (llavors Ishimoto) i el seu marit es van traslladar a la Mina de carbó de Miike a Kyūshū. Durant tres anys, van presenciar les horribles condicions sota les quals els homes i les dones hi treballaven. Al 1919 es van traslladar als Estats Units el 1919 Katho va estudiar secretariat i anglès. Durant aquest període va conèixer Margaret Sanger que la va influenciar decisió per formar un moviment d'educació del control de la natalitat quan tornés al Japó.

## Retorn al Japó i activisme
En el seu retorn al Japó el 1921, va començar la seva missió per propagar l'educació del control de la natalitat. Va obtenir un lloc de treball com a secretària privada de la YWCA, que consistia principalment a introduir la cultura japonesa als visitants occidentals.
Katō va publicar molts escrits per facilitar l'accés al control de la natalitat de les dones. Va argumentar que el creixent problema de la població del Japó podria ser resolt per les dones si se les donava el control de la seva pròpia reproducció les permetria aconseguir una major independència, ajudaria a criar millor les criatures i tindrien millors oportunitats educatives.
El 1923 va conèixer Katō Kanjū amb qui es va casar el 1944 després d'aconseguir el divorci del seu primer marit, el Baró Ishimoto.
El govern japonès pro-natalitat de dretes va arrestar Kato el 1937 per la seva promoció de "pensaments perillosos", concretament la seva defensa del dret de control de la natalitat i l'avortament, i va passar dues setmanes a la presó. Això va acabar temporalment amb el moviment anticonceptiu al Japó fins a la segona guerra mundial.

## Dieta del Japó (1946-1974)
Katō va ser la primera dona que va fer campanya a l'oficina al Japó, fent-la sota una plataforma socialista amb èmfasi en la democràcia d'estil americà. El 1946, va ser elegida per a la Dieta japonesa. La seva plataforma de campanya es basava en la planificació familiar i la millora de les perspectives econòmiques de les dones. El 1946 va escriure sobre la relació entre el moviment anticonceptiu i la democràcia japonesa:

| « | Donar a llum a molts i deixar que molts morin. És repetir un estil de vida tan imprecís per a les dones japoneses que provocarà l'esgotament del seu cos, així com danys mentals i pèrdues material per a la família... Sense l'alliberament i la millora de les dones, és impossible construir la democràcia al Japó.[7] | » |

Encara que Katō tingués l'esperança inicial del creixement del paper polític de les dones, aviat va ser marginada a la Dieta per tenir una gran presència masculina. Malgrat això, va buscar altres maneres d'aconseguir les seves reformes polítiques. El 1946 va ser fonamental a l'hora d'organitzar les primeres manifestacions "només dones" a Tòquio. Aquesta manifestació va protestar per obtenir més recursos econòmics per a les dones.
Katō més tard va ser elegida per quatre períodes de sis anys a la Cambra alta. Va continuar defensant les reformes sobre els drets de les dones i la planificació familiar, incloent-hi la legislació de control del naixement, l'abolició del codi familiar feudal, la creació de l'Oficina de Dones i Menors del Departament de Treball i qüestions mediambientals. També va ajudat a establir la Federació de Planificació Familiar del Japó, que treballa per assolir "una societat on tothom pugui tenir accés a serveis voluntaris de salut reproductiva".

## Honors
Fins i tot després que Katō es retirés de la política, continuà el seu activisme polític. Va continuar parlant de temes feministes i presidint la Federació de Planificació Familiar del Japó.
El 1988, va rebre el Premi Població de les Nacions Unides.
El 1996, Attiya Inayatullah va establir el premi Katō Shizdue per commemorar la seva obra. Aquest premi va dirigit a grups i organitzacions de dones que actuen activament en la millora de la salut sexual i reproductiva, drets de les dones, així com per aconseguir l'apoderament social, econòmic, polític i legal de les dones als països en desenvolupament i al Japó.

## Mort i llegat
Shidzue Kato va morir el 22 de desembre de 2001 als 104 anys. En una necrològica al lloc de la web de La Federació Internacional de Planificació familiar és recordada de la manera següent: "Els seus esforços han continuat donant fruits a la societat japonesa, que ha reduït el nombre d'avortaments, la mortalitat infantil i materna, mentre que augmenten l'ús de mètodes anticonceptius fins al 80%. El model de planificació familiar del Japó ha tingut tant d'èxit que atrau l'atenció d'altres països com a model de treball ".

## Obres
- East Way, West Way: A Modern Japanese Girlhood, illustrated by Fuji Nakamizo, Farrar and Rinehard (New York, NY), 1936, published as Facing Two Ways: The Story of My Life, 1984.
- Straight Road, 1956.
- Katō Shidzue Hyakusai, 1997.[4]